# Tiro ai Giochi della XXIX Olimpiade - Skeet femminile

## Qualificazioni
| Posizione | Atleta                 | Nazione        | 1  | 2  | 3  | Totale | Note  |
| --------- | ---------------------- | -------------- | -- | -- | -- | ------ | ----- |
| 1         | Chiara Cainero         | Italia         | 25 | 23 | 24 | 72     | Q, OR |
| 2         | Sutiya Jiewchaloemmit  | Thailandia     | 23 | 23 | 25 | 71     | Q     |
| 3         | Kim Rhode              | Stati Uniti    | 24 | 23 | 23 | 70     | Q     |
| 4         | Christine Brinker      | Germania       | 25 | 22 | 23 | 70     | Q     |
| 5         | Wei Ning               | Cina           | 25 | 23 | 22 | 70     | Q     |
| 6         | Nathalie Larsson       | Svezia         | 23 | 23 | 23 | 69     | Q     |
| 7         | Andri Eleftheriou      | Cipro          | 22 | 23 | 22 | 67     |       |
| 8         | Danka Barteková        | Slovacchia     | 23 | 22 | 22 | 67     |       |
| 9         | Pak Jong-ran           | Corea del Nord | 20 | 23 | 23 | 66     |       |
| 10        | Lucia Mihalache        | Romania        | 23 | 20 | 23 | 66     |       |
| 11        | Natalia Rahman         | Australia      | 22 | 23 | 21 | 66     |       |
| 12        | Svetlana Demina        | Russia         | 22 | 23 | 21 | 66     |       |
| 13        | Diána Igaly            | Ungheria       | 22 | 23 | 21 | 66     |       |
| 14        | Elena Little           | Regno Unito    | 24 | 21 | 21 | 66     |       |
| 15        | Zemfira Meftahətdinova | Azerbaigian    | 22 | 21 | 20 | 63     |       |
| 16        | Veronique Girardet     | Francia        | 22 | 22 | 19 | 63     |       |
| 17        | Marjut Heinonen        | Finlandia      | 21 | 21 | 19 | 61     |       |
| 18        | Kim Min-ji             | Corea del Sud  | 21 | 18 | 16 | 55     |       |
| 19        | Mona El-Hawary         | Egitto         | 18 | 16 | 16 | 50     |       |

Q Qualificata per la finale

## Finale
| Posizione | Atleta                | Nazione     | Qual. | Finale | Totale | Spareggio 4º posto | Spareggio 1º posto | Spareggio 2º posto | Note |
| --------- | --------------------- | ----------- | ----- | ------ | ------ | ------------------ | ------------------ | ------------------ | ---- |
|           | Chiara Cainero        | Italia      | 72    | 21     | 93     |                    | 2                  |                    | OR   |
|           | Kim Rhode             | Stati Uniti | 70    | 23     | 93     |                    | 1                  | 2                  | OR   |
|           | Christine Brinker     | Germania    | 70    | 23     | 93     |                    | 1                  | 1                  | OR   |
| 4         | Nathalie Larsson      | Svezia      | 69    | 23     | 92     | 2                  |                    |                    |      |
| 5         | Sutiya Jiewchaloemmit | Thailandia  | 71    | 21     | 92     | 1                  |                    |                    |      |
| 6         | Wei Ning              | Cina        | 70    | 21     | 91     |                    |                    |                    |      |